# Rue du Docteur-Lucas-Championnière
La rue du Docteur-Lucas-Championnière est une voie du 13e arrondissement de Paris située dans le quartier de la Maison-Blanche.

## Situation et accès

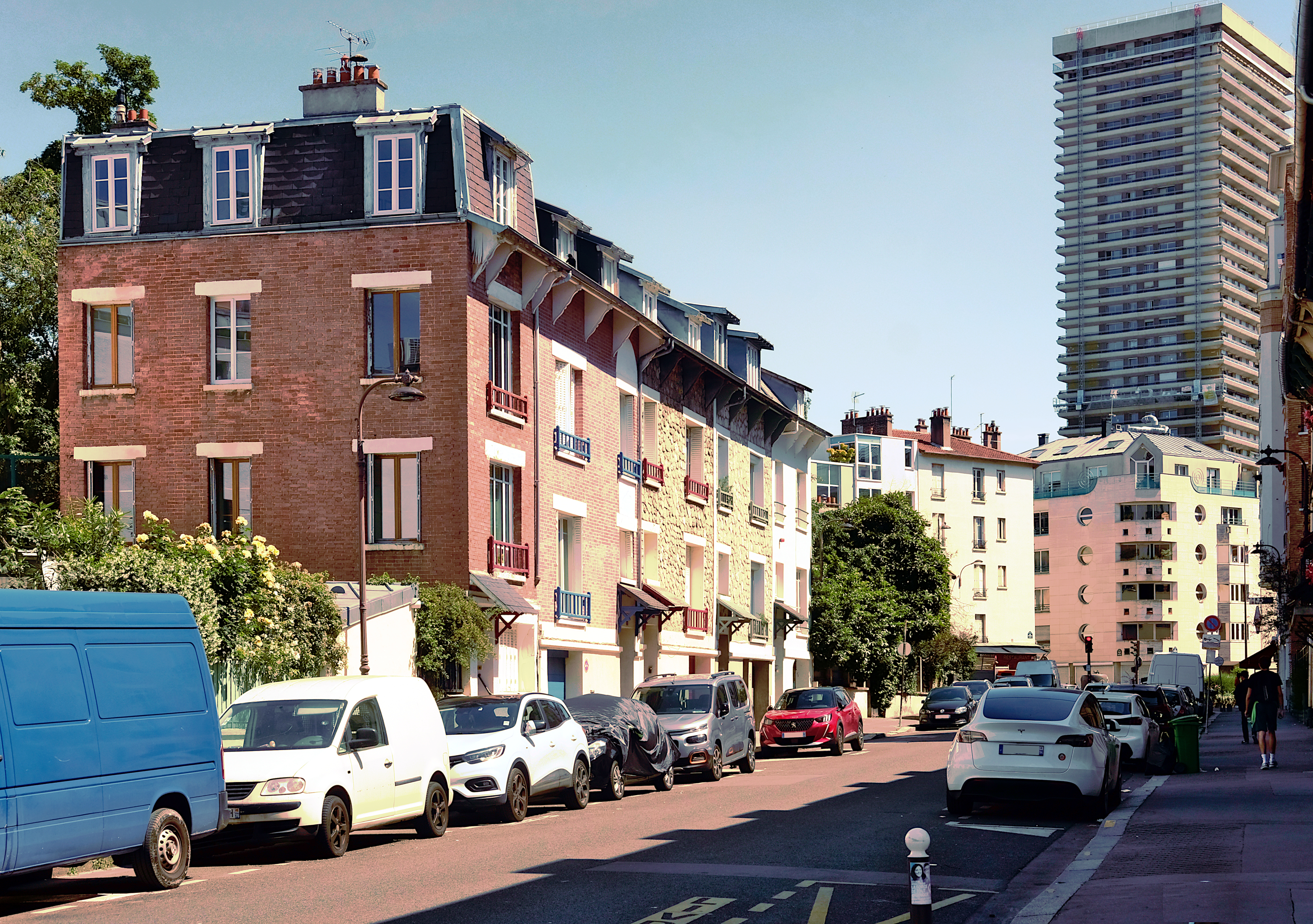
Les numéros impairs.

La rue du Docteur-Lucas-Championnière est desservie à quelque distance par les lignes de métro 7 et 14 à la station Maison Blanche, ainsi que par le tramway 3a à l'arrêt Poterne des Peupliers.

## Origine du nom
Comme de nombreuses autres rues portant des noms de médecins dans cette zone située à proximité de l'ancien hôpital de la Croix-Rouge, devenu hôpital privé des Peupliers, elle prend le nom du chirurgien Just Lucas-Championnière (1843-1913).

## Historique
Cette rue qui commence à être ouverte en 1926, sur une longueur de 50 mètres environ à partir de la rue du Docteur-Leray, prend sa dénomination actuelle le 13 avril 1927 et est totalement achevée en 1930.

## Bâtiments remarquables et lieux de mémoire

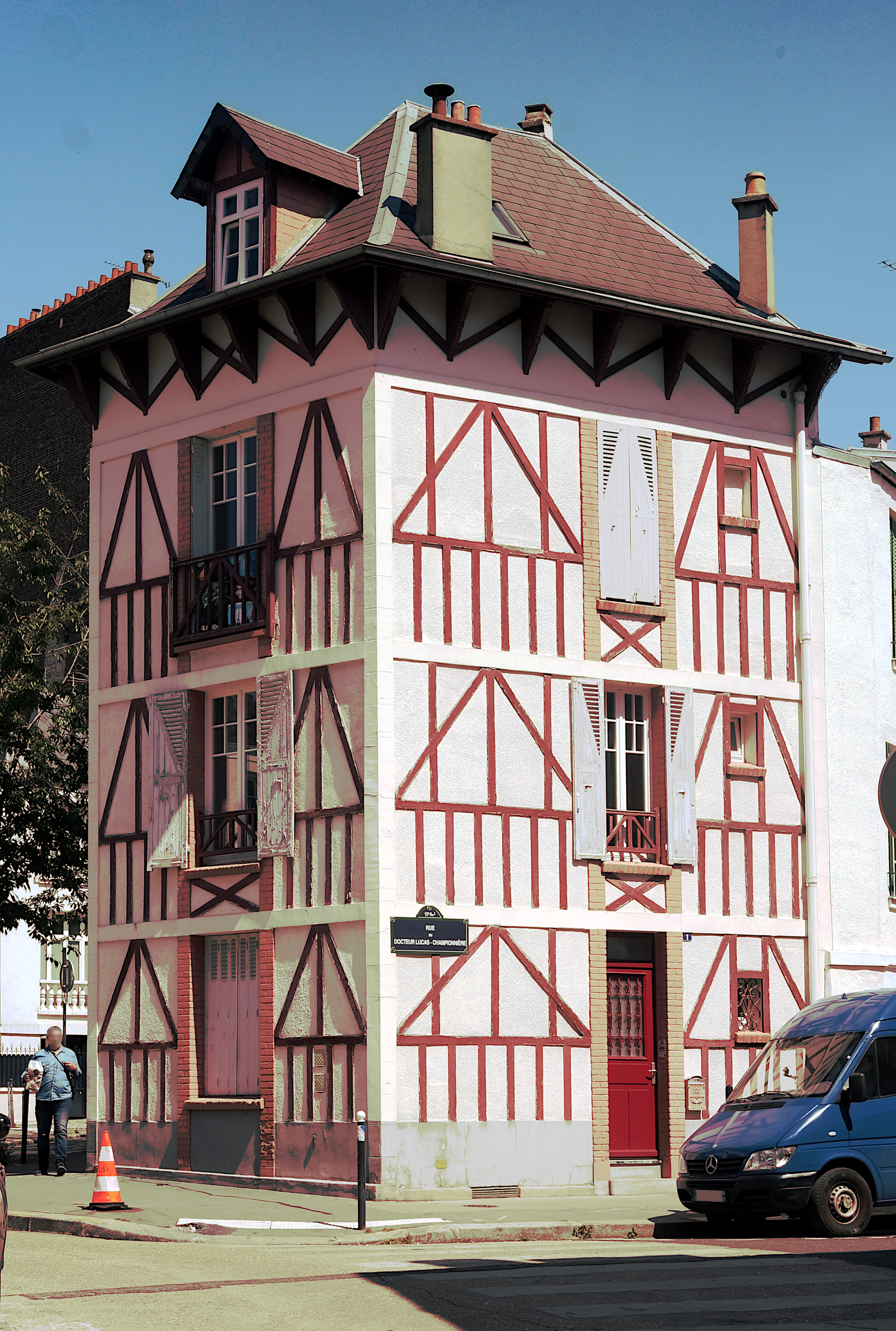
Le n°1.